# Strombolski tip erupcije
Strombolske erupcije ali strombolski izbruhi so razmeroma blage eksplozije z indeksom vulkanske eksplozivnosti od 1 do 3. Imenovani so po italijanskem ognjeniku Stromboli. Obsegajo izmet razžarjene žlindraste lave, lapilijev in lave, na višino od deset do nekaj sto metrov. Erupcije so majhne do srednje velike, z občasnim nasiljem.
Italijanski vulkanolog Giuseppe Mercalli je leta 1888–1890 preučeval izbruhe Strombolija in Vulkana in ugotovil, da so značilne lastnosti izbruhov med obema bile različne. Za razlikovanje med njimi je Mercalli definiral strombolske izbruhe kot »rahlo eksplozivne pri diskretnih, a precej rednih intervalih v sekundah do minutah«.
Tefra običajno sveti rdeče, ko zapusti kanal, a ko se njena površina ohladi in prevzame temno do črno barvo, lahko občutno otrdi pred padcem. Tefra se nabira v bližini odzračevalne cevi in tvori žlindrin stožec. Žlindra je najpogostejši produkt; količina vulkanskega pepela je običajno precej majhna.
Tokovi lave so bolj viskozni in zato krajši in debelejši od primerljivih havajskih izbruhov; lahko ali pa jih ne spremlja proizvodnja piroklastičnih kamnin.
Namesto tega se plin združi v mehurčke, ki se imenujejo plinske bombe, ki zrastejo dovolj veliki, da se dvignejo skozi steber magme, ki se zaradi padca tlaka in vračanja magme v zrak razpoči blizu vrha. Vsaka epizoda tako sprosti vulkanske pline, včasih celo nekaj minut narazen. Plinske bombe se lahko tvorijo v globini do 3 kilometre, zaradi česar jih je težko napovedati. 
Strombolska eruptivna aktivnost je lahko zelo dolgotrajna, ker na kanalski sistem ne vpliva močno eruptivna aktivnost, tako da se eruptivni sistem lahko večkrat ponastavi.
Monogenetski stožci se običajno pojavijo v strombolskem slogu. Na primer, vulkan Parícutin je nenehno bruhal med letoma 1943–1952, Mount Erebus, Antarktika je proizvedel strombolske izbruhe mnogo desetletij, Stromboli pa že več kot dva tisoč let proizvaja strombolijske izbruhe. Rimljani so Stromboli imenovali Svetilnik Sredozemlja.